# Trilha do ouro
A Trilha do Ouro é uma opção de ecoturismo e aventura cercada de história. O trajeto é feito em três dias de caminhada, sendo ideal alguma prática em trekking. O caminho é um verdadeiro resgate da história, sendo possível pisar no secular calçamento chamado de "pé de moleque", sobre o qual mulas transportavam o resultado da mineração de Minas Gerais até Parati e também antigas Casas de Colonos reformadas que recebem hóspedes e oferecem caminhadas guiadas à trilha do ouro.
A trilha percorre os limites de dois Estados, saindo de São José do Barreiro em direção ao Parque Nacional da Serra da Bocaina chegando à vila de Perequê, entre Angra dos Reis e Parati. O percurso é todo feito dentro da Mata Atlântica, sendo possível flagrar cachoeiras, como a Cachoeira dos Veados e muitas espécies de animais, alguns em risco de extinção, como o o sagui da serra escuro, a onça parda, o cachorro-do-mato e aves como o gavião-pega-macaco, o gavião pomba, a aratinga, o jacu e o inambuguaçu.